# Corral City
Corral City è un comune (town) degli Stati Uniti d'America della contea di Denton nello Stato del Texas. La popolazione era di 27 abitanti al censimento del 2010.

## Geografia fisica
Corral City è situata a 33°06′03″N 97°13′33″W (33.100883, -97.225812).
Secondo lo United States Census Bureau, la città ha una superficie totale di 0,4 km², dei quali 0,4 km² di territorio e 0 km² di acque interne (0% del totale).

## Società

### Evoluzione demografica
Secondo il censimento del 2010, la popolazione era di 27 abitanti.

### Etnie e minoranze straniere
Secondo il censimento del 2010, la composizione etnica della città era formata dall'85,19% di bianchi, l'11,11% di afroamericani, il 3,7% di nativi americani, lo 0% di asiatici, lo 0% di oceanici, lo 0% di altre razze, e lo 0% di due o più etnie. Ispanici o latinos di qualunque razza erano lo 0% della popolazione.